# جان كلود بيريز
جان كلود بيريز (بالفرنسية: Jean-Claude Perez) (و. 1964 – م) هو سياسي، من فرنسا، ولد في قرقشونه، هو عضوٌ في الحزب الاشتراكي.

## مناصب
تولى منصب عضو الجمعية الوطنية الفرنسية (منذ 20 يونيو 2012)، وعضو الجمعية الوطنية الفرنسية (20 يونيو 2007–19 يونيو 2012)، وعضو الجمعية الوطنية الفرنسية (19 يونيو 2002–19 يونيو 2007)، وعضو الجمعية الوطنية الفرنسية (12 يونيو 1997–18 يونيو 2002).

## التعليم
تعلم في جامعة تولوز جان جوريس.